# Maliattha basalis
Maliattha basalis là một loài bướm đêm trong họ Noctuidae.